# Črnec Rugvički
Črnec Rugvički – wieś w Chorwacji, w żupanii zagrzebskiej, w gminie Rugvica. W 2011 roku liczyła 96 mieszkańców.